# Liste des sites classés et inscrits des Ardennes

Le département des Ardennes en rouge sur la carte

La liste des sites classés des Ardennes présente les sites naturels classés du département des Ardennes.

## Liste
Les critères sur lesquels les sites ont été sélectionnés sont désignés par des lettres, comme suit :
- TC : Tout critère
- A : Artistique
- P : Pittoresque
- S : Scientifique
- H : Historique
- L : Légendaire

| Commune                                                                     | Site classé | Description | Date du classement         | Critère de classement | Géolocalisation | Superficie(ha) | Autres labels | Illustration |
| --------------------------------------------------------------------------- | --- | ----------- | -------------------------- | --------------------- | --------------- | -------------- | ------------- | ------------ |
| Anchamps, Laifour, Les Mazures, Revin                                       | Les rochers des Dames de Meuse et leurs abords                                                                                                   |             | décret du 3 février 1997   | P, S et L             |                 |                |               |              |
| Bogny-sur-Meuse, Monthermé                                                  | L'ensemble formé sur les communes de Château-Regnault (Château-Regnault - Bogny) et de Monthermé par la Roche aux Sept Villages et ses abords    |             | arrêté du 23 juillet 1957  | P                     |                 |                |               |              |
| Réserve naturelle régionale de la côte de Bois-en-Val, Charleville-Mézières | aire naturelle en bord de Meuse |             | 21 avril 2008              |                       |                 |                |               |              |
| Givet                                                                       | L'ensemble formé par la zone des fortifications du camp retranché du Mont d'Haurs                                                                |             | décret du 10 août 1978     | P                     |                 |                |               |              |
| Monthermé                                                                   | La Longue Roche situé dans la forêt domaniale de Château-Regnault, à Monthermé, coupes n°s 9, 10e série                                          |             | arrêté du 20 août 1935     | TC                    |                 |                |               |              |
| Monthermé                                                                   | Le Roc la Tour situé dans la forêt domaniale de Château-Regnault, coupes n°s 1 et 2, 9e série                                                    |             | arrêté du 20 août 1935     | TC                    |                 |                |               |              |
| Revin                                                                       | La partie des berges de la Meuse |             | arrêté du 9 juin 1937      | TC                    |                 |                |               |              |
| Séchault                                                                    | La partie du domaine des Roziers appartenant à M. Henri Bechet de Balan, parcelles 4p - 5 - 6 - 7p - 8 - 9p -10p -11p - 12 à 25 et 29p section B |             | arrêté du 28 décembre 1955 | P                     |                 |                |               |              |